# Циліндр (головний убір)

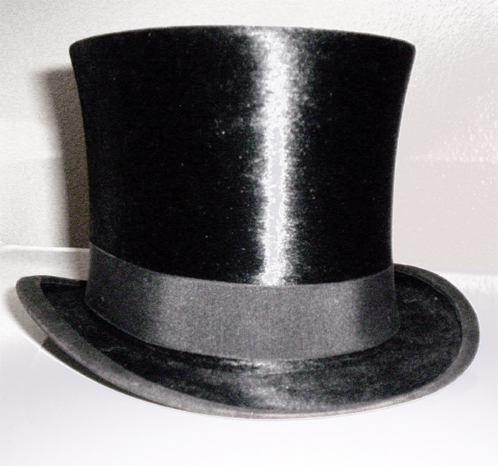
Шовковий циліндр (Франція, перша половина 20 ст.)

Цилі́ндр (від нім. Zylinder) — європейський чоловічий головний убір, високий капелюх з плоским верхом. Циліндри як повсякденний головний убір були поширені впродовж XIX століття.

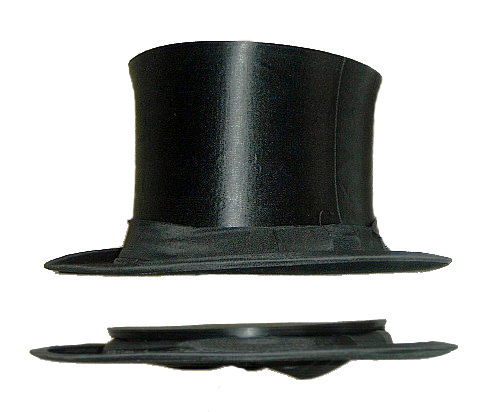
Шапокляк — складаний циліндр

Перший циліндр був виготовлений торговельником капелюхами Джоном Гетерінгтоном у 1797 році, проте популярність циліндри набули тільки в 1820-х роках. У XIX ст. циліндр перетворився з екстравагантного атрибута на символ міської респектабельності, особливо після того, як у 1850 році його став носити чоловік королеви Вікторії принц Альберт.
У ті роки циліндри виготовлялися різних фасонів з варіаціями кольору, матеріалу, форми. Наприклад, високий циліндр, який завжди носив президент США Авраам Лінкольн, давав змогу йому також поміщати всередину листи, фінансові папери, законопроєкти й нотатки. У 1823 році у Франції був винайдений шапокляк (фр. chapeau claque — «капелюх-клац») — складаний циліндр, знаний також як «капелюх для опери» (англ. opera hat). Циліндри витіснили капелюхи з хутра бобра, що призвело до занепаду полювання на бобрів у Північній Америці.

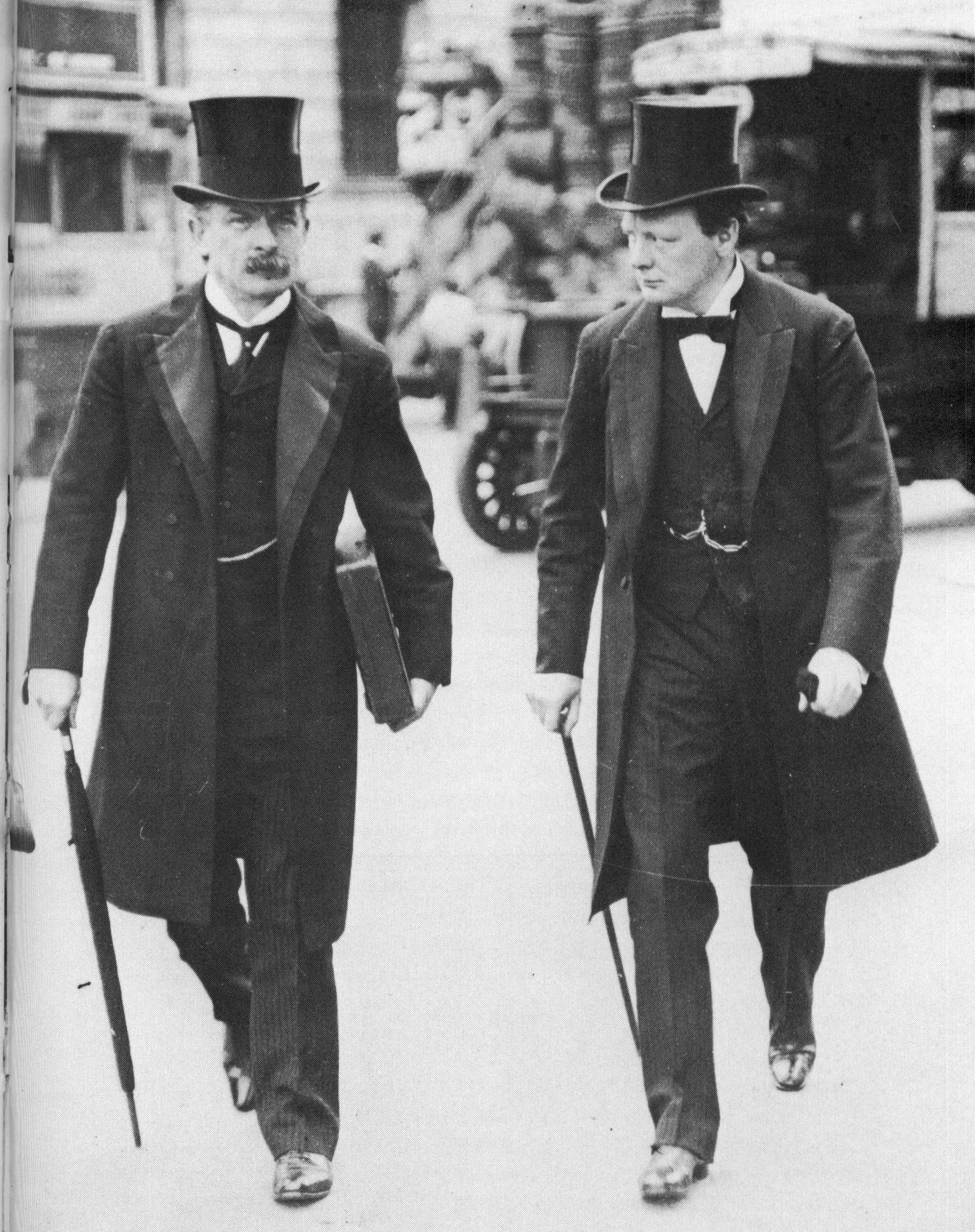
Вінстон Черчилль та Дейвід Ллойд Джордж у 1907 році

У кінці XIX століття циліндри стали виходити з моди, поступово змінявшись на котелки, зручніші для міського життя і масового виробництва (на відміну від них, циліндри були ручною роботою досвідчених капелюшних майстрів). З повсякденного вжитку циліндри повністю вийшли після I Світової війни. У 1920—1930-ті роки циліндр надягали винятково в урочистих випадках (звані вечори, суспільні церемонії, похорони, весілля). Серед частини крупної буржуазії і політиків Західної Європи циліндри продовжували залишатися елементом туалету до кінця 1930-х. Дипломатичний етикет регламентував носіння циліндра аж до 1970-х років.
Нині циліндр використовується лише як данина традиціям на різних заходах (наприклад, він обов'язковий при відвідуванні кінних перегонів у королівські дні в англійському Аскоті). Крім того, він є частиною костюма ілюзіоністів (завдяки безлічі варіантів фокусу з витягуванням чогось із капелюха).

## Циліндр у пропаганді
У першій третині XX століття циліндр залишався елементом повсякденного одягу лише частини вищих класів і великої буржуазії, проте саме завдяки цій особливості він став предметом висміювання для сатириків і неодмінним атрибутом типажу капіталіста в карикатурі. Соціалістичні плакати й карикатури використовували цей штамп аж до 1950-х років. Циліндр носить скнаруватий капіталіст Скуперфільд у дитячій книжці «Незнайко на Місяці» Миколи Носова, і такий само жмикрутистий качур-мультимільйонер Скрудж Макдак з мультфільмів Діснея.

## Циліндр у сучасній моді
Російські поети-імажиністи Сергій Єсенін і Анатолій Марієнгоф у 1920-ті роки носили циліндри саме завдяки його провокативній конотації (як раніше робили футуристи на чолі з Маяковським).
Популярний естрадний співець Петро Наліч у 2010 році також носив циліндр.

## Складаний циліндр
Перший складаний циліндр (шапокляк) був виготовлений у Парижі в 1830-х роках. Розташований усередині циліндра механізм дозволяв складати його у вертикальному напрямку.